# Caecilia crassisquama
Caecilia crassisquama es una especie de anfibios de la familia Caeciliidae.
Es endémica de Ecuador.
Sus hábitats naturales incluyen montanos húmedos tropicales o subtropicales, plantaciones, jardines rurales y zonas previamente boscosas ahora muy degradadas.